# Africa Cup 2008-09
La Africa Cup del 2008-09 fue la novena edición del Torneo africano de naciones.

## Resultados

### Playoff Clasificatorio
| 11 de mayo de 2008 | Camerún | 26 – 6 | Nigeria | Yaundé, |  |

| 11 de mayo de 2008 | Botsuana | 25 – 7 | Suazilandia | Gaborone, |  |

### Grupo A
| Pos. | Equipo   | Encuentros | Encuentros | Encuentros | Encuentros | Tantos  | Tantos    | Tantos     | Puntos Bonus | Puntos Totales |
| Pos. | Equipo   | jugados    | ganados    | empatados  | perdidos   | a favor | en contra | diferencia | Puntos Bonus | Puntos Totales |
| ---- | -------- | ---------- | ---------- | ---------- | ---------- | ------- | --------- | ---------- | ------------ | -------------- |
| 1    | Namibia  | 2          | 2          | 0          | 0          | 48      | 31        | +17        | 1            | 9              |
| 2    | Senegal  | 1          | 0          | 0          | 1          | 10      | 13        | -3         | 1            | 1              |
| 3    | Zimbabue | 1          | 0          | 0          | 1          | 21      | 35        | -14        | 0            | 0              |

|  | Clasificado a la Semifinal |

### Resultados
| 14 de junio de 2008 | Senegal | 10 – 13 | Namibia | Dakar, |  |

|  | Zimbabue | Cancelado | Senegal |  |  |

| 2 de agosto de 2008 | Namibia | 35 – 21 | Zimbabue | Windhoek, |  |

### Grupo B
| Pos. | Equipo          | Encuentros | Encuentros | Encuentros | Encuentros | Tantos  | Tantos    | Tantos     | Puntos Bonus | Puntos Totales |
| Pos. | Equipo          | jugados    | ganados    | empatados  | perdidos   | a favor | en contra | diferencia | Puntos Bonus | Puntos Totales |
| ---- | --------------- | ---------- | ---------- | ---------- | ---------- | ------- | --------- | ---------- | ------------ | -------------- |
| 1    | Costa de Marfil | 2          | 2          | 0          | 0          | 53      | 18        | +35        | 1            | 9              |
| 2    | Marruecos       | 2          | 1          | 0          | 1          | 38      | 39        | -1         | 1            | 5              |
| 3    | Zambia          | 2          | 0          | 0          | 2          | 27      | 61        | -34        | 0            | 0              |

### Resultados
| 14 de junio de 2008 | Zambia | 18 – 29 | Marruecos | Lusaka, |  |

| 12 de julio de 2008 | Costa de Marfil | 32 - 9 | Zambia | Abiyán, |  |

| 2 de agosto de 2008 | Marruecos | 9 – 21 | Costa de Marfil | Casablanca, |  |

### Grupo C
| Pos. | Equipo  | Encuentros | Encuentros | Encuentros | Encuentros | Tantos  | Tantos    | Tantos     | Puntos Bonus | Puntos Totales |
| Pos. | Equipo  | jugados    | ganados    | empatados  | perdidos   | a favor | en contra | diferencia | Puntos Bonus | Puntos Totales |
| ---- | ------- | ---------- | ---------- | ---------- | ---------- | ------- | --------- | ---------- | ------------ | -------------- |
| 1    | Túnez   | 2          | 2          | 0          | 0          | 60      | 25        | +35        | 1            | 9              |
| 2    | Kenia   | 2          | 1          | 0          | 1          | 91      | 52        | +39        | 1            | 5              |
| 3    | Camerún | 2          | 0          | 0          | 2          | 18      | 92        | -74        | 1            | 1              |

### Resultados
| 14 de junio de 2008 | Camerún | 12 – 16 | Túnez | Yaundé, |  |

| 12 de julio de 2008 | Kenia | 76 - 8 | Camerún | Nairobi, |  |

| 2 de agosto de 2008 | Túnez | 44 – 15 | Kenia | Ciudad de Túnez, |  |

### Grupo D
| Pos. | Equipo     | Encuentros | Encuentros | Encuentros | Encuentros | Tantos  | Tantos    | Tantos     | Puntos Bonus | Puntos Totales |
| Pos. | Equipo     | jugados    | ganados    | empatados  | perdidos   | a favor | en contra | diferencia | Puntos Bonus | Puntos Totales |
| ---- | ---------- | ---------- | ---------- | ---------- | ---------- | ------- | --------- | ---------- | ------------ | -------------- |
| 1    | Uganda     | 2          | 2          | 0          | 0          | 59      | 32        | +27        | 2            | 10             |
| 2    | Madagascar | 2          | 1          | 0          | 1          | 67      | 47        | +20        | 1            | 5              |
| 3    | Botsuana   | 2          | 0          | 0          | 2          | 25      | 72        | -47        | 0            | 0              |

### Resultados
| 14 de junio de 2008 | Botsuana | 10 – 27 | Uganda | Gaborone, |  |

| 12 de julio de 2008 | Madagascar | 45 - 15 | Botsuana | Antananarivo, |  |

| 2 de agosto de 2008 | Uganda | 32 – 22 | Madagascar | Kampala, |  |

## Semifinal

### Semifinal 1
| 13 de junio de 2009 | Uganda | 17 – 41 | Túnez | Kampala, |  |

| 27 de junio de 2009 | Túnez | 38 – 13 | Uganda | Ciudad de Túnez, |  |

- Túnez clasifica a la final con un global de 79-30.

### Semifinal 2
| 14 de junio de 2009 | Costa de Marfil | 13 – 13 | Namibia | Abiyán, |  |

| 27 de junio de 2009 | Namibia | 54 – 14 | Costa de Marfil | Windhoek, |  |

- Namibia clasifica a la final con un global de 67-27.

### Final
| 14 de noviembre de 2009 | Túnez | 13 – 18 | Namibia | Ciudad de Túnez, |  |

| 28 de noviembre de 2009 | Namibia | 22 – 10 | Túnez | Windhoek, |  |

- Namibia es campeón con un global de 40-23.

| Bandera de Namibia |
| Campeón Namibia    |
| Tercer título      |